# Рашка (река)
Река Рашка је лева притока Ибра у Рашкој области у Србији. Дуга је 60 km. Извире, јужно од манастира Сопоћани, јаким врелом из мале пећине у близини контакта тријаских кречњака и палеозојских шкриљаца. Врело је каптирано за хидроцентралу Рас, која је пуштена у рад 1953. Од већих притока прима Људску реку. Највеће место на реци је Нови Пазар.
Овде се налази Мала хидроелектрана Рашка.